# Lucian Grainge
Lucian Grainge est un homme d'affaires, actuel président-directeur général d'Universal Music Group, né le 29 février 1960 dans le nord de Londres.

## Biographie

### Carrière
Lucian Grainge a toujours exercé dans le secteur de la musique, il rejoint Universal Music UK et en gravit les échelons, jusqu'au 1er janvier 2011, où il succède à Doug Morris au poste de PDG d'Universal Music Group.

## Affaires judiciaires

### Accusation d'agression sexuelle
En 2024, Lucian Grainge a été cité dans un procès concernant une mauvaise conduite présumée de la part d'autrui lors d'événements organisés par Sean Combs. Universal Music Group et Lucian Grainge ont fermement nié tout acte répréhensible, décrivant leur implication dans les allégations comme « offensantement fausses ». Le 13 mai 2024, l'avocat de Lil Rod a demandé le retrait des poursuites contre UMG et Lucian Grainge, admettant qu'il n'y avait "aucune base légale pour ces allégations",,.

## Distinctions
En 2016, il est nommé Commandeur de l'ordre de l'Empire britannique par la reine Élisabeth II.